# Sándor Rónai

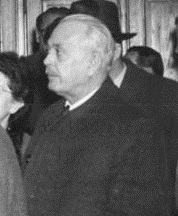
Sándor Rónai (1954)

Sándor Rónai [ˈʃaːndor ˈroːnɒ.i] (* 6. Oktober 1892 in Miskolc, Königreich Ungarn; † 28. September 1965 in Budapest) war ein ungarischer kommunistischer Politiker und Staatspräsident.

## Leben
Rónai, der dem linken Flügel der Sozialdemokratischen Partei angehörte, förderte noch während des Zweiten Weltkrieges eine Zusammenarbeit mit der Ungarischen Kommunistischen Partei von Mátyás Rákosi.
Nach dem Ende des Zweiten Weltkrieges war er vom 15. November 1945 bis zum 11. Juni 1949 war er Minister für Handel und Kooperation in den Regierungen von Zoltán Tildy, Ferenc Nagy, Lajos Dinnyés und István Dobi. Nach dem Zusammenschluss der Sozialdemokratischen Partei mit der Kommunistischen Partei zur Partei der Ungarischen Werktätigen im Juni 1948 wurde Rónai Mitglied des Politbüros des Zentralkomitees (ZK). Vom 11. Juni 1949 bis zum 24. April 1950 war er im Zweiten Kabinett von Dobi Außenhandelsminister.
Rónai wurde am 26. April 1950 nach der Verhaftung von Árpád Szakasits Vorsitzender des Präsidialrates und damit Staatspräsident von Ungarn. Bereits am 14. August 1952 wurde er in diesem Amt von Dobi abgelöst.
Am 18. August 1952 wurde er zum Präsidenten der Nationalversammlung (Országgyűlés) gewählt. Dieses Amt behielt er bis zum 5. November 1962.
Während des Volksaufstands 1956 unterstützte er die prosowjetische Position von János Kádár, der ihn nach der Niederschlagung des Volksaufstands mithilfe sowjetischer Truppen am 4. November 1956 zum Außenhandelsminister in sein Kabinett berief. Dieses Amt behielt er bis zum 28. Februar 1957.

## Quelle
- Liste der ungarischen Regierungen seit 1945 (Memento vom 26. Oktober 2007 im Internet Archive)
- Rundfunkansprache von Janos Kádár, 4.11. 1956 (Memento vom 8. März 2010 im Internet Archive)
- Angaben in rulers.org